# Dusona stragifex
Dusona stragifex là một loài tò vò trong họ Ichneumonidae.